# Jürgen Ehlers
Pour les articles homonymes, voir Ehlers.
Pour l'iranologue consulter : Jürgen Ehlers (iranologue)
Jürgen Ehlers, né le 29 décembre 1929 à Hambourg et mort le 20 mai 2008 à Potsdam, est un physicien allemand, auteur de contributions notoires pour la compréhension de la théorie de la relativité générale d'Albert Einstein. Après des études de premier et second cycle dans l'« équipe de la relativité » de Pascual Jordan à l'université de Hambourg, il a occupé différents postes de maître de conférences et de professeur titulaire avant de rejoindre l'Institut Max-Planck d'astrophysique de Munich comme directeur. En 1995, il est devenu le directeur-fondateur de l'Institut Max-Planck de physique gravitationnelle, nouvellement créé à Potsdam, en Allemagne.
Les recherches d'Ehlers se sont concentrées sur les fondements de la relativité générale, ainsi qu'à ses applications dans différents domaines de l'astrophysique. Il est reconnu en particulier pour son travail de classification des solutions exactes aux équations de champ d'Einstein, pour le théorème d'Ehlers-Geren-Sachs (en) qui justifie l'application d'univers à modèles de relativité générale simple à la cosmologie moderne, pour une description des lentilles gravitationnelles orientée sur l'espace-temps, et pour son travail sur la relation entre les modèles formulés à l'intérieur du cadre de la relativité générale avec ceux de la gravité newtonienne. Au surplus, Ehlers éprouvait un intérêt profond à la fois pour l'histoire et la philosophie de la physique et popularisait la science avec ardeur.

## Biographie

### Début de carrière
Jurgen Ehlers est né à Hambourg. Il fut élève de l'école publique de 1936 à 1949, puis étudia la physique, les mathématiques et la philosophie à l'université de Hambourg de 1949 à 1955. Pendant la session hivernale de l'année 1955/1956, il passa l'examen de professeur de lycée, mais continua des études de licence de recherche dans le groupe de Pascual Jordan, avec Jordan comme directeur de thèse. Son travail de construction et de caractérisation des solutions des équations de champ d'Einstein lui valurent un doctorat en 1958. Alors qu'antérieurement, la principale recherche du groupe de Jordan se concentrait sur une modification du tenseur/scalaire de la théorie de la relativité générale d'Einstein, connue désormais sous le nom de théorie de Brans et Dicke, dans laquelle la constante gravitationnelle est variable, Ehlers contribua à changer l'objectif du groupe au profit de la structure et de l'interprétation de la théorie originale d'Einstein. Le groupe comprenaient d'autres membres dont Wolfgang Kundt, Engelbert Schücking (de), Otto Heckmann, Rainer Sachs, et Manfred Trümper.
En 1961, devenu l'assistant de Jordan, Ehlers obtint son habilitation, le niveau avancé qui, selon les règles de l'enseignement supérieur allemand, qualifie le titulaire pour un professorat. Il bénéficia alors de postes d'enseignement et de recherche à l'université de Kiel, à l'université de Syracuse (État de New York, États-Unis), et à l'université de Hambourg, avant encore une fois de partir pour les États-Unis. De 1964 à 1965, il était au "Graduate Research Center of the Southwest" à Dallas, Texas, et de 1965 à 1971 à l'université du Texas à Austin, où il rejoignit d'abord le groupe d'Alfred Schild comme professeur associé, et à partir de 1967, comme professeur titulaire de physique. Durant cette période, il bénéficia également de postes de professeur invité aux universités de Würzburg et de Bonn.

### Munich
En 1971, Ehlers reçut une proposition pour rejoindre le Institut Max Planck de physique et d'astrophysique à Munich, l'un des instituts de la plus grande organisation allemande de recherche fondamentale, la Société Max-Planck, comme directeur du département de théorie de la gravitation. Le nom d'Elhers avait été avancé par Ludwig Biermann, alors directeur de l'Institut. Ehlers accepta et devint également professeur adjoint à l'université Louis-et-Maximilien de Munich. En 1991, l'institut fut scindé en Institut Max-Planck de physique et Institut Max-Planck d'astrophysique, nouveau havre du département d'Ehlers. Pendant les 24 années placées sous son autorité, son groupe de recherche accueillit entre autres Gary Gibbons, John Stewart et Bernd Schmidt, de même que des scientifiques invités comme parmi lesquels Abhay Ashtekar, Demetrios Christodoulou et Brandon Carter.
Un des post-doc d'Ehlers à Munich fut Reinhard Breuer, qui devint plus tard rédacteur en chef de Spektrum der Wissenschaft, l'édition allemande de la revue scientifique populaire Scientific American,.

### Potsdam
À l'occasion de la réorganisation des organismes de recherche allemands après la réunification allemande, Elhers pratiqua le lobbying en vue de la création d'un institut de la Société Max-Planck consacré à la recherche sur les théories de la gravité d'Einstein. Il réussit et fut nommé directeur-fondateur de l'Institut Max Planck de physique gravitationnelle à Potsdam, en 1995, en même temps que le dirigeant de son département pour les fondements et les mathématiques de la relativité générale. Il supervisa également la fondation d'un second département de l'Institut consacré à la recherche sur les ondes gravitationnelles et dirigé par Bernard F. Schutz. Au début 1999, Ehlers prit sa retraite et devint directeur émérite fondateur. Il continua de travailler à l'Institut jusqu'à sa mort survenue le 20 mai 2008
,
,.

### Honneurs et récompenses
Au cours de sa carrière, Ehlers a reçu de nombreux honneurs et récompenses. Il est devenu membre de l'Académie des sciences de Berlin-Brandebourg, de l’Académie des sciences et des lettres de Mayence en 1972, de l'Académie allemande des sciences Leopoldina à Halle, en Saxe-Anhalt en 1975, et de l'Académie bavaroise des sciences à Munich, en 1979.
De 1995 à 1998, il présida la Société internationale de relativité générale et de gravitation (International Society on General Relativity and Gravitation-ISGRG). Il reçut légalement en 2002 la médaille Max-Planck de la
Deutsche Physikalische Gesellschaft (Société de physique allemande),, la Médaille d'or Volta en 2005 de l'Université de Pavie et la Médaille de la faculté de sciences naturelles de l'Université Charles de Prague, en 2007.

## Travaux
Le domaine de recherche d'Ehlers couvrait la relativité générale. En particulier, il a apporté d'importantes contributions à la cosmologie, à la théorie des lentilles gravitationnelles, et aux ondes gravitationnelles. Son objectif majeur consistait à parvenir à clarifier la structure mathématique des théories et leurs conséquences, en séparant les preuves rigoureuses des conjectures heuristiques.

### Solutions exactes
Pour sa thèse de doctorat, Ehlers s'est intéressé à une question qui allait orienter ses recherches bien au-delà de ses travaux d'étudiant : les solutions exactes aux équations d'Einstein jouent un rôle clé lorsqu'il s'agit d'élaborer des modèles en Relativité générale. Cependant, la Relativité générale est une théorie entièrement covariante. Une des conséquences directes est que deux solutions exactes aux équations d'Einstein, apparemment différentes pourraient en réalité correspondre au même modèle d'univers ne différant que par les coordonnées utilisées pour leur description respective. Ehlers se mit à chercher des moyens fiables de distinguer des solutions exactes de façon invariante, c'est-à-dire d'une manière qui ne dépende pas du choix des coordonnées. À cette fin, il examina les manières de décrire les propriétés géométriques intrinsèques des solutions exactes déjà connues.
Pendant les années 1960, poursuivant ses travaux de recherche à la base de sa thèse de doctorat, Ehlers publia une série d'articles fondateurs, tous sauf un en collaboration avec des collègues du groupe de Hambourg. Le premier, écrit avec Pascual Jordan et Wolfgang Kundt, consiste en un exposé systématique des propriétés et caractéristiques des solutions exactes aux équations d'Einstein, en utilisant les outils de la géométrie différentielle telle que la classification de Petrov des tenseurs de Weyl (c'est-à-dire ces parties des tenseurs de Riemann décrivant la courbure de l'espace-temps qui n'est pas limité par les équations d'Einstein), les groupes d'isométrie, et les transformations conformes. Ce travail incluait aussi les premières définitions des espaces-temps à ondes pp (en), une classe d'ondes gravitationnelles spécialement simples, de même que leur classification,. Il y avait également des traités sur le rayonnement gravitationnel (un avec Rainer Sachs, un avec Manfred Trümper). Le travail avec Sachs étudie, entre autres choses, les solutions du vide avec des propriétés algébriques spéciales, en utilisant le formalisme des spineurs à 2 composants. Il procède également à un exposé systématique des propriétés géométriques des faisceaux de rayonnement lumineux (congruences) du point de vue de leur expansion, leurs déformations (en simplifiant, comment les rayons convergent ou divergent, et en plus de leur croissance ou diminution, comment leurs sections se déforment). L'un des résultats est le théorème d'Ehlers-Sachs qui décrit les propriétés de l'ombre produite par un faisceau lumineux étroit au passage d'un objet opaque. Les outils développés dans ce travail se sont montrés essentiels pour la découverte par Roy Kerr de la solution de Kerr, qui décrit un trou noir en rotation,,, que l'on peut considérer comme la plus importantes de toutes les solutions exactes. Le dernier de ces articles fondamentaux s'intéressait à la mécanique des milieux continus traitée à la lumière de la relativité générale.
Une autre partie des explorations d'Ehlers des solutions exactes dans sa thèse conduisit à un résultat qui se révéla important ultérieurement. Au moment où Ehlers commença ses recherches pour sa thèse de doctorat, l'Âge d'or de la relativité générale n'avait pas encore réellement commencé, et les principes et propriétés de base de trous noirs n'étaient pas encore compris. Dans le travail en vue de sa thèse, Ehlers fournit des preuves des propriétés importantes affectant les surfaces autour d'un trou noir qui serait plus tard identifiée comme son horizon, en particulier que le champ gravitationnel interne ne saurait être statique, mais doit changer avec le temps,.

### Le groupe d'Ehlers
En physique, on dit qu'il existe une dualité de symétrie lorsque les lois physiques demeurent inchangée lors de l'échange des quantités physiques apparemment différentes. L'exemple le plus connu est le dualité entre le champ électrique E et le champ magnétique B en électromagnétisme, où le remplacement E {\displaystyle \to } –B, B {\displaystyle \to } E laisse les équations de Maxwell invariantes.
Dans sa thèse de doctorat, Ehlers mit en évidence une symétrie de dualité entre différents composants de la métrique d'un espace-temps vide et immobile, ce qui relie les solutions aux équations du champ d'Einstein aux autres solutions. Cette symétrie entre les composants tt de la métrique et un terme connu sous le nom de "twist potential" est analogue à . Cette dualité a été ultérieurement généralisée en une symétrie {\displaystyle SL(2)} qui est connu sous le nom de groupe d'Ehlers. Des généralisations ultérieures ont mené à la découverte du "groupe de Geroch" de dimensions infinies (le groupe de Geroch est généré par deux sous-groupes non commutatif, l'un d'entre eux étant un groupe d'Ehlers). Ces symétries dites cachées jouent un rôle important dans la réduction de Kaluza-Klein aussi bien de la relativité générale que de ses généralisations, telles que la supergravité à onze dimensions. D'autres applications intègrent son usage comme un outil pour la découverte de solutions antérieurement inconnues et leur rôle dans une preuve que les solutions axi-symétrique stables forment un système intégrable,,.

### Cosmologie: le théorème d'Ehlers-Geren-Sachs

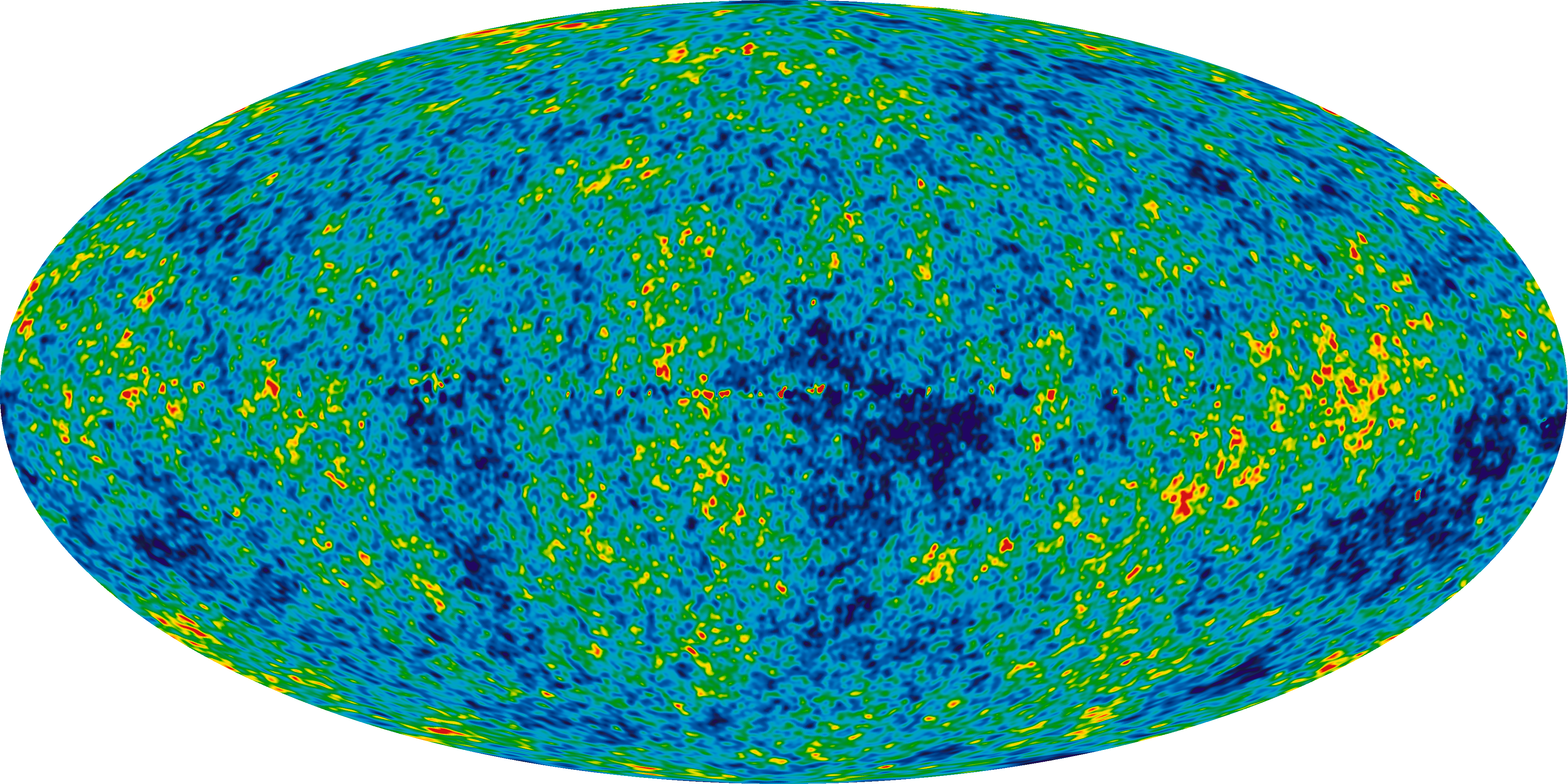
Les inhomogénéités de la température du rayonnement du fond diffus cosmologique, enregistrées dans cette image de la sonde WMAP montant à pas plus de Kelvin.

Le théorème d'Ehlers-Geren-Sachs, publié en 1968 par Ehlers, P. Geren et Rainer Sachs, montre que si, dans un univers donné, tous les observateurs en chute libre mesurent le rayonnement du fond diffus cosmologique comme ayant les mêmes propriétés dans toutes les directions de l'Univers (ce qui signifie qu'ils mesurent ce rayonnement comme isotropique), alors cet univers est un espace-temps isotropique et homogène de Friedmann-Lemaître-Robertson-Walker.

### Concepts fondamentaux en relativité générale
Tout au long de sa carrière de chercheur, Ehlers n'a jamais perdu de vue les concepts fondamentaux de la théorie d'Einstein. Dans les années 1960, il collabora avec Felix Pirani et Alfred Schild sur une approche axiomatique constructive de la relativité générale : une façon de dériver la théorie d'Einstein à partir d'un jeu minimal d'objets élémentaires et d'axiomes spécifiant leurs propriétés. Les éléments de base de leur approche sont des concepts primitifs tels que les évènements, le rayonnement lumineux, les particules et les particules en chute libre. Au début, l'Univers n'est qu'un simple ensemble d'évènements, sans aucune structure. En postulant les propriétés de base de la lumière et des particules en chute libre comme des axiomes, la topologie différentielle, la structure conforme et finalement la métrique de l'espace-temps sont construites. En phase finale, les équations d'Einstein dérivent du jeu d'axiomes additionnels le plus faible possible. Le résultat est une formulation dans laquelle les suppositions qui sous-tendent la relativité générale sont clairement identifiées,.
Dans les années 1970, en collaboration avec Ekkart Rudolph, Ehlers se consacra aux problèmes des corps rigides en relativité générale. Les corps rigides constituent un concept fondamental de la physique classique, mais le fait que leurs différentes parties se déplacent simultanément, par définition, est incompatible avec le concept relativiste de la vitesse de la lumière comme vitesse limite de la propagation du signal et autres influences. Dès 1909, Max Born avait donné une définition de la rigidité compatible avec la physique relativiste. Cependant, cette définition dépend de certaines suppositions qui ne sont pas satisfaites dans un espace-temps général, et qui sont excessivement restrictives. Ehlers et Rudolph généralisèrent la définition de Born sous la forme d'une définition d'application plus pratique qu'ils appelèrent "pseudo-rigidité", et qui représente une approximation plus satisfaisante de la rigidité de la physique classique,.

### Lentilles gravitationnelles

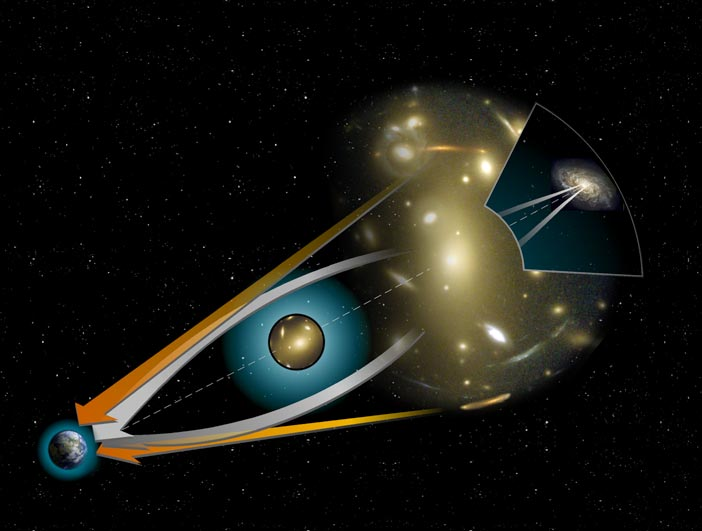
La plupart des modèles astrophysiques des systèmes de lentilles gravitationnelles utilisent une approximation quasi-newtonienne.

Avec Peter Schneider, Ehlers s'engagea dans une étude très approfondie des fondements des lentilles gravitationnelles. Un résultat de ce travail est constitué en 1992 par une monographie cosignée avec à la fois Schneider et Emilio Falco : la première exposition systématique du champ qui comporte à la fois les fondements théoriques et les résultats observationnels. Du point de vue de l'astronomie, les lentilles gravitationnelles sont souvent décrites comme utilisant une approximation quasi-newtonienne -en supposant le champ gravitationnel petit et des angles de déflexion en minutes- parfaitement suffisante pour la plupart des situations relevant de l'astrophysique. Par contraste, la monographie développe une description approfondie et complète du phénomène des lentilles gravitationnelles à partir d'une perspective d'espace-temps entièrement relativiste. Cette caractéristique de l'ouvrage a joué un rôle majeur dans son accueil favorable sur une longue durée,,. Dans les années qui suivirent, Ehlers continua ses recherches sur la propagation des faisceaux de lumière dans des espaces-temps arbitraires,.

### Cadre théorique et gravité newtonienne
Une dérivation basique de la limite newtonienne à la relativité générale est aussi ancienne que la théorie elle-même, et a été utilisée par Einstein pour déduire des prédictions telles que la précession anormale du périhélie de la planète Mercure. Des travaux ultérieurs d'Elie Cartan, Kurt Friedrichs et autres ont montré de façon plus concrète comment une généralisation géométrique de la théorie de la gravité de Newton connue sous le nom de « théorie de Newton-Cartan (en) » pouvait être comprise comme une limite (dégénérée) de la relativité générale obtenue en autorisant un paramètre spécifique, {\displaystyle \lambda }, à prendre la valeur de zéro. Ehlers approfondi son travail en développant un cadre théorique, une façon mathématiquement précise de construire la limite de Newton-Cartan non seulement à partir des lois physiques de la relativité générale, mais de n'importe quel espace-temps qui obéirait à ces lois, c'est-à-dire, de toute solution aux équations d'Einstein. Par exemple, cela peut servir à montrer que la limite newtonienne d'un trou noir de Schwarzschild est une simple particule-point. En plus, il est possible de construire les versions newtoniennes des solutions exactes intéressantes telles que les modèles de Friedman-Lemaître ou l'univers de Gödel,.
Ehlers prit également part à des discussions sur la façon dont la réaction en retour provenant d'un rayonnement gravitationnel sur un système radiatif pourrait être décrit systématiquement dans une théorie non-linéaire telle que la relativité générale,.
Ses travaux sur la limite newtonienne, en particulier en relation avec les solutions cosmologiques amenèrent également Ehlers, avec son ancien étudiant de doctorat Thomas Buchert, à une étude systématiques des perturbations et inhomogénéités dans un cosmos newtonien. Cela permit d'établir les bases de travail pour la généralisation à la relativité générale de ce traitement des inhomogénéités que Buchert effectua ultérieurement, la base de sa tentative d'explication ce qui est actuellement considéré comme les effets cosmiques d'une constante cosmologique soit, dans une terminologie modernisée, l'énergie noire, comme une conséquence non-linéaire des inhomogénéités en cosmologie relativiste,,,.

### Histoire et philosophie de la physique
En complément de son intérêt pour les fondements de la relativité générale, et plus généralement de la physique, Ehlers effectua également des recherches sur l'histoire de la physique.
Jusqu'à l'heure de sa mort, il collabora à un projet portant sur l'histoire de la théorie quantique au Institut Max-Planck d'histoire des sciences de Berlin,. En particulier, il explora la contribution fondatrice de Pascual Jordan au développement de la théorie quantique des champs entre 1925 et 1928. Tout au long de sa carrière, Ehlers éprouva de l'intérêt pour les fondements philosophiques et les implications de la physique et il contribua aux recherches sur ce sujet avec des questions telles que l'état des connaissances scientifiques de base en physique,,.

### Communiquer la science
Ehlers montrait un intérêt profond à évoquer son domaine de recherches auprès d'une audience de profanes. Il assurait de fréquentes conférences publiques, dans les universités aussi bien qu'en des occasions telles qu'Urania à Berlin. Il est l'auteur d'un grand nombre d'articles de vulgarisation scientifique, y compris des contributions à un journal de grande audience tel que Bild der Wissenschaft, et il a également publié une compilation d'articles sur la gravité parus dans la version allemande de Scientific American,,.
Ehlers s'adressait également directement aux professeurs de physique, que ce soit dans des exposés ou dans des articles de journaux, au sujet de l'enseignement de la relativité et les idées de base de physique qui s'y rattachent, telles que les mathématiques ou le langage de la physique,.

## Sélection bibliographique
- G. Börner (dir.) et J. Ehlers (dir.), Gravitation, Spektrum Akademischer Verlag, 1996 (ISBN 3-86025-362-X)
- Jürgen Ehlers, Relativity, Astrophysics and Cosmology, D. Reidel, 1973, 1 à 125 (ISBN 90-277-0369-8), « Survey of general relativity theory »
- P. Schneider, J. Ehlers et E. E. Falco, Gravitational lenses, Springer, 1992, 560 p. (ISBN 3-540-66506-4, lire en ligne)